# Domesday Book

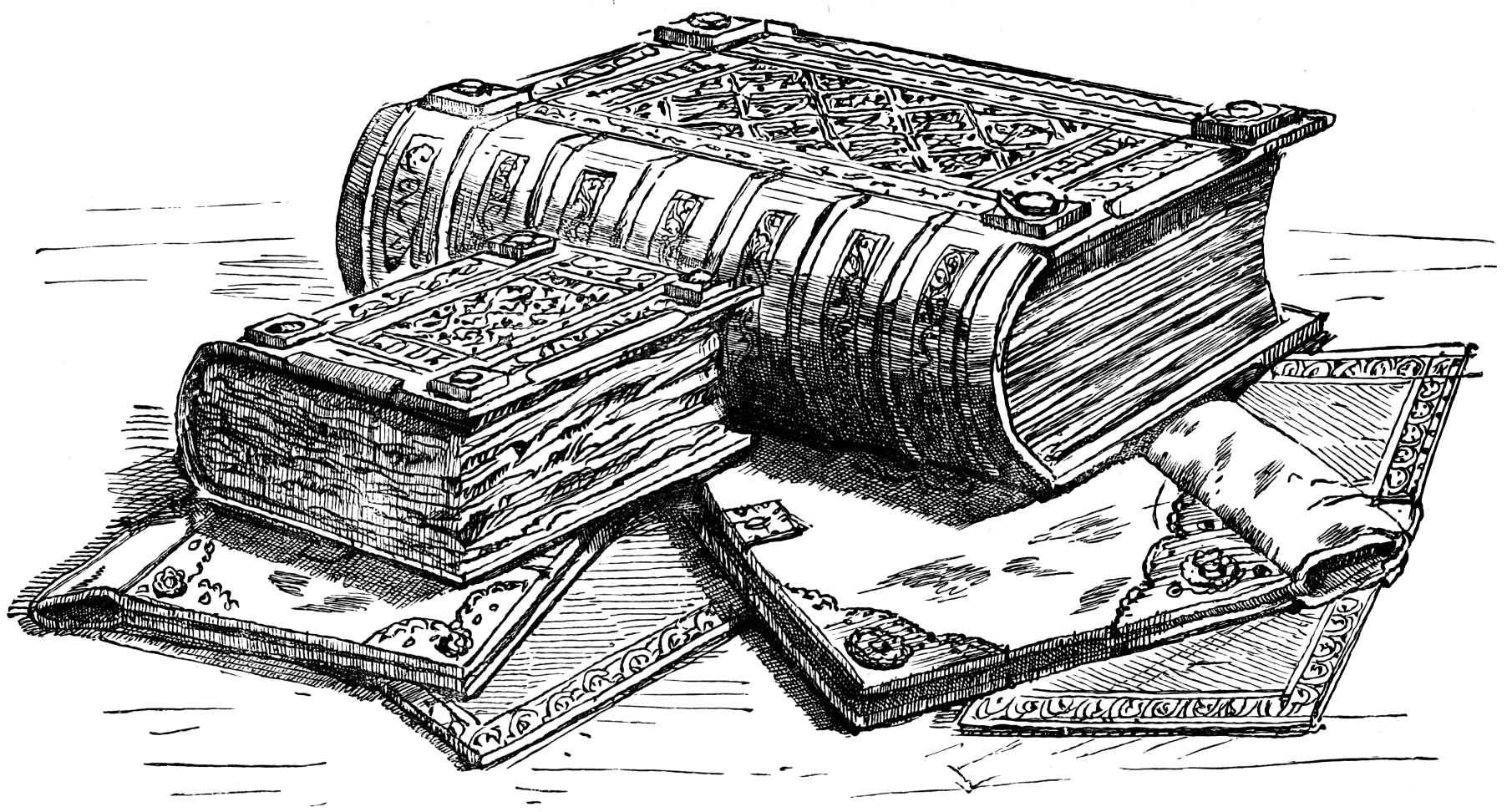
Domesday Book, da Historic Byways and Highways of Old England (1900) ed. Andrew Williams.

Domesday Book ([ˈduːmzdeɪ]) è il nome del manoscritto che raccoglie i risultati di un grande censimento completato nel 1086, riguardante la maggior parte dell'Inghilterra e parte del Galles. L'indagine si svolse per ordine di Guglielmo il Conquistatore: «Trascorrendo il periodo di Natale del 1085 a Gloucester, Guglielmo si immerse in profonde conversazioni coi suoi consiglieri, e inviò [quindi] uomini in tutta l'Inghilterra in ogni contea, per stabilire quanto e che cosa possedesse ogni proprietario terriero in terra e bestiame, e quale ne fosse il valore» (Cronaca anglosassone).
Uno dei principali scopi dell'indagine era quantificare i beni di ogni proprietario e le tasse su tali beni riscosse ai tempi di Edoardo il Confessore (1002-1066); le valutazioni e le stime dei compilatori del libro erano considerate legge e perciò inappellabili: Richard FitzNigel, scrivendo intorno al 1179, affermava che il libro era noto agli inglesi come Doomsday, ossia "[libro] del Giorno del Giudizio":
La lingua usata è una commistione di latino e volgare, con l'inserzione di termini anglosassoni che non possedevano un equivalente in latino, e il testo comporta, per ragioni pratiche, frequenti abbreviazioni.
Un'indagine del genere, in quanto a finalità ed estensione, non fu mai più tentata nelle isole britanniche sino al 1873, con il Return of Owners of Land in England and Wales che rappresentò in modo completo la proprietà fondiaria, da qualcuno di conseguenza definito "Domesday moderno".
Il manoscritto è conservato agli Archivi nazionali britannici, nel distretto londinese di Kew. Nell'agosto 2006 una versione limitata del Domesday Book fu disponibile online sul sito web degli Archivi nazionali; la consultazione era a pagamento. Nel 2011 il progetto "Open Domesday" rese per la prima volta liberamente consultabile l'intero manoscritto.
Il Domesday Book è una fonte primaria di enorme importanza per le informazioni che ci trasmette riguardo alla storia politica, economica, ecclesiastica e sociale dell'Inghilterra dell'epoca.

## Composizione

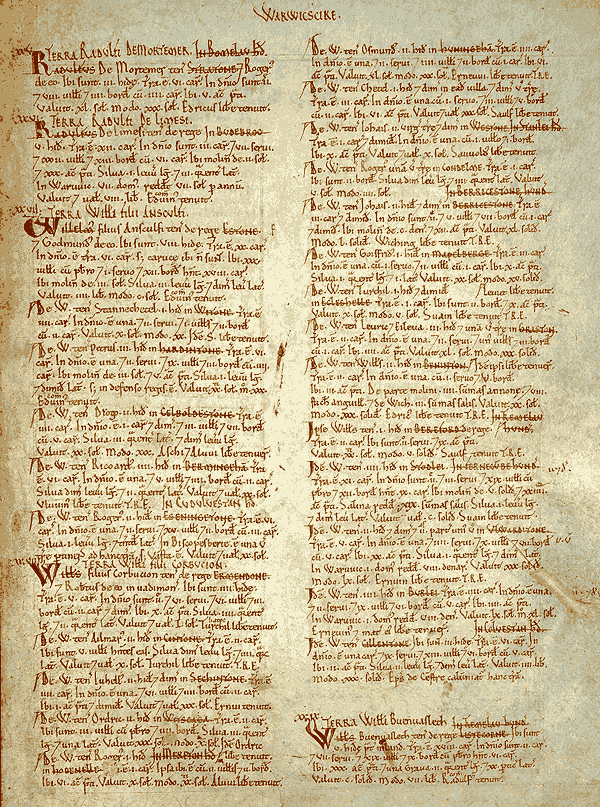
Una pagina del Domesday Book riguardante il Warwickshire

Il Domesday Book è composto in realtà di due opere indipendenti: il Little Domesday, con le descrizioni di Essex, Norfolk e Suffolk, e il Great Domesday che copre la restante parte dell'Inghilterra e parte del Galles, eccettuati i territori settentrionali destinati a diventare Westmorland, Cumberland, Northumberland, e Contea palatina di Durham.
Non furono raccolti dati per le città di Londra e Winchester, e per alcune altre, ciò probabilmente in ragione delle loro dimensioni e complessità. La maggioranza di Cumberland e Westmorland non fu compresa in quanto i due territori non furono conquistati che qualche tempo dopo, e la Contea di Durham era di esclusiva competenza, per quel che riguardava le imposte, del locale arcivescovo (all'epoca William de Saint-Calais); parti nel nordovest dell'Inghilterra furono oggetto del Boldon Book del 1183, che elencava le zone soggette a tassazione da parte del vescovo di Durham. L'omissione delle altre contee non è stata pienamente spiegata.
Nonostante il nome, il Little Domesday è più esteso e molto più dettagliato del Great Domesday; è possibile che rappresenti un primo tentativo, e che si rivelò impossibile, o quantomeno non conveniente, completare il lavoro sulla medesima scala, e quindi il Great Domesday ne sia un meno curato completamento.
Per entrambi i volumi i dati raccolti furono interamente riordinati e classificati per corti (manors), piuttosto che geograficamente. Invece di comparire per centena o per località, i beni sono elencati sotto i nomi dei proprietari terrieri (tenentes) che detenevano i feudi.
Per ogni contea la lista si apre con i possedimenti reali (che probabilmente formavano l'oggetto di un'inchiesta separata). Questi sono seguiti dai possedimenti degli ecclesiastici e degli ordini religiosi per ordine di importanza (ad esempio l'arcivescovo di Canterbury precede sempre nella lista gli altri arcivescovi); seguivano poi i vassalli direttamente dipendenti dal re, approssimativamente in ordine d'importanza (aristocrats), e per finire i funzionari minori (servientes) e i privati cittadini (thegn) che possedevano terreni.
In alcune contee, per una o più città principali era dedicata una sezione separata: per altre esisteva una sezione che elencava le dispute sui titoli di possesso. Questo si ritrova più spesso nel Little Domesday, mentre per l'altro volume il sistema di organizzazione dei dati è più confuso e la resa meno precisa.
Il Domesday elenca un totale di 13.418 località. Oltre che per le zone completamente rurali, che ne costituiscono la parte maggiore, il Domesday contiene dati interessanti per la maggioranza delle città, inseritevi probabilmente per il loro peso sulle entrate fiscali della Corona; ciò include frammenti di custumal, note sulle prestazioni militari dovute, sui mercati, sulle zecche, eccetera. Dalle città, dalle contee nel loro complesso, e da molte delle signorie, apprendiamo che la Corona aveva diritto a ricevere antiche forme di benefici in natura, come la fornitura di determinate quantità di miele.

## Compilazione
Dalla Cronaca anglosassone è noto che il censimento fu pianificato nel 1085, e dal colophon del libro si apprende che fu completato nel 1086. Non si conosce la data esatta di compilazione, ma l'intera copia del Great Domesday sembra vergata da una sola persona su pergamena, mentre per il Little sembra si siano alternate sei mani diverse. L'indagine (la raccolta dei dati) e la compilazione del libro (la loro organizzazione) potrebbero non aver costituito un unico processo, con la seconda fase completata, se non concepita, da Guglielmo II d'Inghilterra dopo l'ascesa al trono e la fine della ribellione che ne era seguita.
Molte contee ricevevano la visita di un gruppo di ufficiali reali (legati), che tenevano una pubblica inchiesta, probabilmente nella grande assemblea nota come shire court cui partecipavano i rappresentanti di ogni agglomerato e i signori locali. L'unità oggetto d'indagine era la centena (Hundred), suddivisione della contea che costituiva un'entità amministrativa, e il risultato per ogni centena era confermato da dodici giurati locali, metà inglesi e metà normanni.
Ciò che si ritiene una completa trascrizione di tali inchieste ci è pervenuto per molte delle centene del Cambridgeshire ed è una testimonianza di grande importanza; la Inquisitio Eliensis ad esempio riguarda le terre dell'abbazia di Ely; mentre il Liber Exoniensis (così chiamato in quanto conservato ad Exeter), che copre la Cornovaglia, e non completamente Devon, Dorset, Somerset, Wiltshire, contiene anch'esso i minuziosi rapporti originali dell'indagine.
Comparando quali dettagli sono riportati e per quali contee, si possono ipotizzare sei "circuiti" di indagine (più un settimo per il Little Domesday).
1. Berkshire, Hampshire, Kent, Surrey, Sussex
2. Cornovaglia, Devon, Dorset, Somerset, Wiltshire
3. Bedfordshire, Buckinghamshire, Cambridgeshire, Hertfordshire, Middlesex
4. Leicestershire, Northamptonshire, Oxfordshire, Staffordshire, Warwickshire
5. Cheshire, Gloucestershire, Herefordshire, Shropshire, Worcestershire — Marche gallesi
6. Derbyshire, Huntingdonshire, Lincolnshire, Nottinghamshire, Yorkshire

## Finalità
Per quanto riguarda l'oggetto del censimento, esistono tre fonti di informazione:
- il passo nelle Cronache anglosassoni che ci informa sul perché fu ordinato:
- la lista di domande sottoposte ai giurati conservata nella Inquisitio Eliensis
- i contenuti del Domesday Book e delle raccolte collaterali sopra menzionate.

Sebbene le fonti non siano concordi in ogni dettaglio, è oggi generalmente riconosciuto che l'obiettivo primario del censimento fosse accertare e certificare i diritti fiscali del sovrano, che consistevano in:
- una tassa nazionale fissa sulle proprietà terriere (geldum)
- altri benefici di varia natura
- le rendite delle terre di proprietà della Corona.

Dopo lo sconvolgimento politico della conquista normanna, e la confisca dei terreni su larga scala che ne seguì, era nell'interesse di Guglielmo che i diritti della Corona, di cui rivendicava la legittimità, non risultassero diminuiti in tali frangenti. Tanto più che i suoi seguaci normanni, nuovi detentori del potere, erano ben disposti ad eludere gli obblighi nei confronti del sovrano cui invece sottostavano i loro predecessori inglesi. Il cosiddetto "processo di Penenden Heath", intentato contro il fratellastro del re Oddone di Bayeux meno di dieci anni dopo la conquista, fu un esempio del crescente malcontento di fronte agli espropri di terre a favore dei normanni. Il censimento voluto da Guglielmo va quindi considerato alla luce della necessità di disporre di riferimenti precisi riguardo alle proprietà fondiarie della nazione, da utilizzare come base di giudizio per le dispute, oltre che per la tutela dei diritti della Corona stessa.
Il censimento contenuto nel Domesday Book registrò i nomi dei nuovi proprietari e i beni soggetti a imposta, ma si incaricò anche di produrre una stima su scala nazionale, quantificando la rendita annuale di tutte le terre della nazione in tre momenti precisi: alla morte di Edoardo il Confessore, alla presa di possesso da parte del nuovo proprietario, al tempo del censimento stesso; inoltre ne fu stimato il valore potenziale. Guglielmo evidentemente desiderava conoscere le risorse finanziarie del suo regno, ed è probabile volesse paragonarle alle stime esistenti, ormai molto antiche sebbene occasionalmente modificate nel corso del tempo. La maggioranza del Domesday è dunque occupata da stime e valutazioni fondiarie, allora per l'Inghilterra unica fonte di reddito degna di nota.
Dopo aver espresso una valutazione complessiva della singola corte, viene valutata l'estensione del terreno arabile col numero di aratri (ognuno con otto buoi) disponibili per lavorarlo, più eventuali altri disponibili; poi sono elencati i prati, i boschi, i pascoli, le peschiere, i mulini ad acqua, le saline e altre fonti di reddito collaterale; i lavoratori annessi vengono enumerati nelle loro diverse categorie; infine si esprime approssimativamente la rendita annuale dell'intera proprietà, passata e presente. Ovviamente, sia nelle valutazioni che nelle misurazioni, il censimento è piuttosto rozzo.
La riorganizzazione su base feudale delle originali rendite fondiarie mise in grado il sovrano e i suoi funzionari di valutare facilmente l'entità dei possedimenti dei singoli baroni, ma ebbe pure l'effetto di identificare per ogni barone i piccoli proprietari a questi legati da rapporto vassallatico: ciò era della massima importanza per Guglielmo, non solo per ragioni militari (per valutare la forza mobilitabile), ma anche per il suo intendimento di legare con giuramento direttamente a sé i vassalli dei suoi baroni. Poiché il Domesday Book in genere riporta per ogni piccolo proprietario solo il nome di battesimo, non è possibile ricostruire a partire dai cognomi quali famiglie rivendicassero un'origine normanna; tuttavia molto si è fatto per identificare i singoli proprietari, la maggioranza dei quali portava nomi di origine straniera.

## Storia successiva
Il Domesday Book era in origine parte del tesoro reale a Winchester (la capitale dei re normanni). Originariamente era noto come Book of Winchester, e in una edizione tarda tale denominazione passa anche nel testo. Quando il tesoro fu trasferito a Westminster, probabilmente sotto Enrico II, il libro ne seguì la sorte. Nel Dialogus de scaccario viene citato come fonte inappellabile di arbitrato (da ciò si dice sia derivato il nome popolare di Domesday). Nel Medioevo ciò fu frequentemente invocato dalle corti di giustizia; e anche oggigiorno ci sono casi in cui ci si rifà alla sua testimonianza.
Rimase a Westminster sino ai tempi della regina Vittoria, conservato dal 1696 in poi nella sala capitolare del Palazzo, e spostato solo in speciali circostanze, come quando fu inviato a Southampton perché se ne effettuasse una riproduzione fotozincografica. Venne in seguito collocato nel Public Record Office, a Londra; oggi si può ammirare in una teca di vetro agli Archivi nazionali britannici, nel distretto londinese di Kew. Nel 1869 ricevette una legatura moderna. Nel 1986, in occasione del nono centenario, i due libri furono nuovamente rilegati e il Great Domesday diviso in due volumi, mentre il Little Domesday veniva diviso in tre. L'antico cofano in cui era tradizionalmente conservato è anch'esso a Kew.
La riproduzione a stampa del libro ebbe inizio per volere del governo britannico nel 1773, e la pubblicazione avvenne in due volumi nel 1783; nel 1811 si aggiunse un volume di indici e nel 1816 un ulteriore volume, indicizzato separatamente, contenente:
1. L'Exon Domesday— per le contee sudoccidentali
2. L'Inquisitio Eliensis
3. Il Liber Winton — indagine su Winchester della fine del XII secolo
4. Il Boldon Buke — indagine sulla diocesi di Durham, di un secolo posteriore al Domesday.

Facsimili fotografici, per ogni contea separatamente, furono pubblicati nel 1861–1863, sempre per iniziativa del governo. Oggi il Domesday Book è reperibile in numerose edizioni, di solito suddiviso per contea e disponibile con altre fonti di storia locale.
Nel 1986 la BBC lanciò il BBC Domesday Project, progetto celebrativo con lo scopo di ricreare aggiornandola ai tempi moderni l'indagine originale. Dall'agosto 2006 il contenuto del libro è disponibile online, con la traduzione inglese dall'originale latino. I visitatori del sito sono in grado ricercare un toponimo e visualizzare i dati relativi alla corte, paese, villaggio o città; è anche possibile, a pagamento, il download della pagina originale.

## Importanza

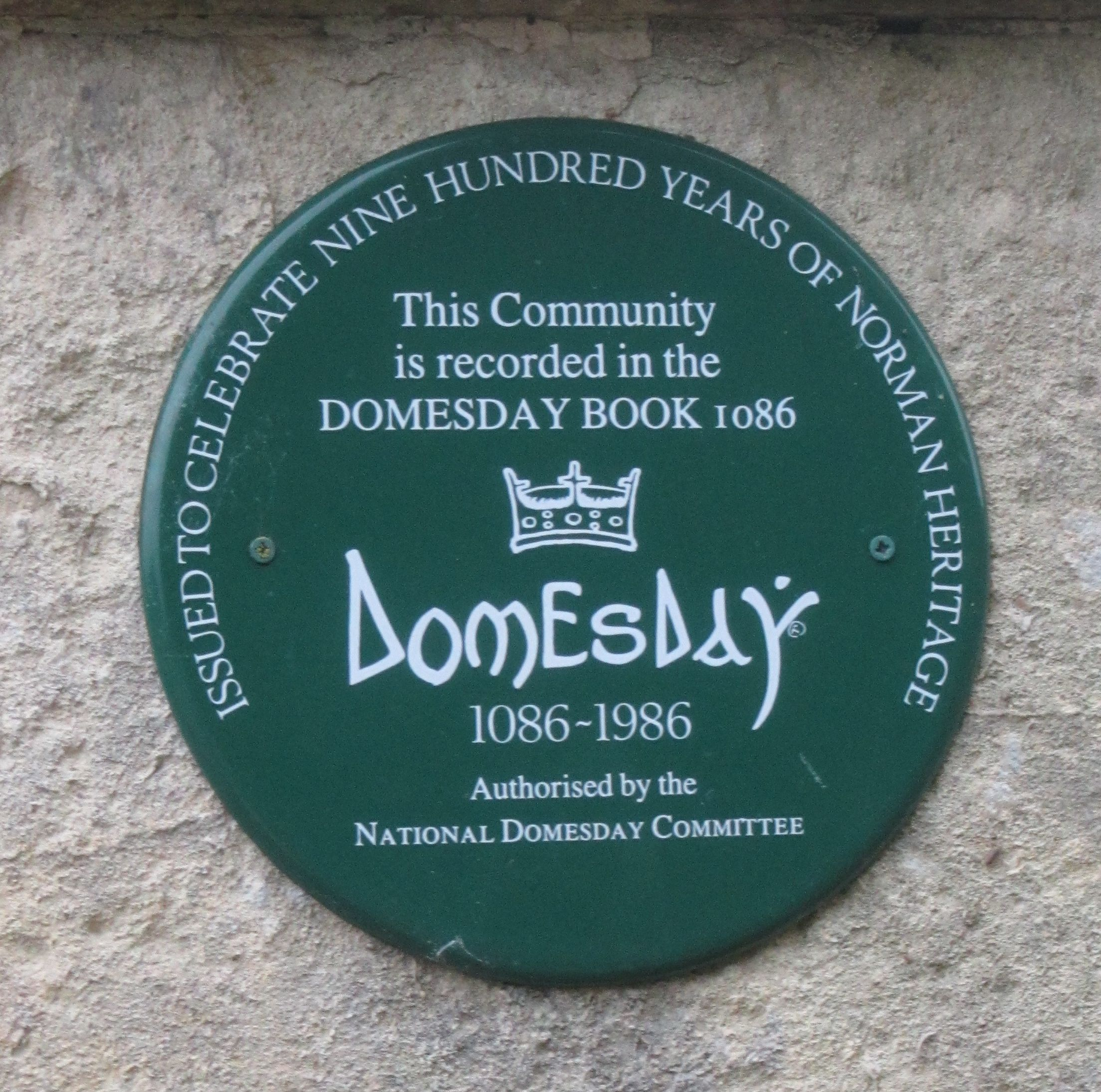
Nel 1986 vennero installate targhe commemorative nei luoghi citati nel Domesday Book

L'importanza del Domesday Book per la comprensione storica del periodo in cui fu scritto è immensa. Come ha affermato H. C. Darby, chiunque lo consulti «non può che avere un moto di ammirazione per il più antico registro pubblico d'Inghilterra, e probabilmente il più notevole documento statistico nella storia europea. Il continente non offre documenti comparabili con questa dettagliata descrizione estesa su una così vasta parte di territorio. E il geografo, sfogliando le pagine, coi loro dettagli riguardo alla popolazione, ai terreni arabili, ai boschi, ai pascoli e alle altre risorse, non può che esaltarsi di fronte alla gran massa di informazioni che scorrono di fronte ai suoi occhi.» Ancora, come nota l'autore del relativo articolo dell'undicesima edizione dell'Encyclopædia Britannica, «per il topografo, come per il genealogista, la sua importanza è fondamentale, non solo perché contiene la prima indagine su ogni città o corte, ma poiché fornisce, nella maggioranza dei casi, elementi per la loro successiva evoluzione».
D'altro canto, Darby sottolinea che «quando questa grande messe di dati viene esaminata più da vicino, nascono perplessità e difficoltà». Un primo problema sta nel fatto che i funzionari che compilarono questo documento «erano esseri umani, spesso dimentichi o confusi». L'uso dei numerali romani portò anch'esso a frequenti errori: «Chiunque [oggi] tenta un esercizio aritmetico servendosi dei numerali romani ben presto si trova alle prese con le medesime difficoltà che gli impiegati ebbero di fronte [allora]». Ma più importanti sono le numerose omissioni e ambiguità nella presentazione del materiale. Darby cita dapprima il commento di Frederic William Maitland in calce alla sua compilazione di tavole statistiche a partire dal materiale del Domesday («si ricordi che, per come stanno le cose, due esperti potrebbero effettuare la somma dei terreni di una determinata contea e giungere a risultati assai diversi, in quanto partirebbero da opinioni differenti riguardo al significato di certe formule non rare», poi, dopo aver aggiunto che «ogni contea presenta peculiari problemi», Darby ammette che «sarebbe più corretto parlare non della "geografia dell'Inghilterra del Domesday", quanto piuttosto della "geografia del Domesday Book". Le due cose non sarebbero identiche, e quanto la realtà di allora fosse vicina al risultato dell'indagine non lo sapremo mai».

## Curiosità
- Il Domesday Book ricopre una parte importante nel romanzo del 2009 La chiave dell'Apocalisse, scritto dallo statunitense James Rollins.
- Il Domesday Book svolge un ruolo fondamentale nel romanzo del 2013 Il Calice della vita, scritto dallo statunitense Glenn Cooper.

### Letture consigliate
- Darby, Henry C. & Campbell, Eila M. J. (1961). The Domesday Geography of South Eastern England
- Darby, Henry C. & Maxwell, I. S. (1962). The Domesday Geography of Northern England
- Darby, Henry C. & Finn, R. Welldon (1967). The Domesday Geography of South West England
- Darby, Henry C. (1971). The Domesday Geography of Eastern England, 3ª ed.
- Darby, Henry C. & Terrett, I. B. (1971). The Domesday Geography of Midland England, 2ª ed.
- McDonald, John & Snooks, G. D. (1985). Were the Tax Assessments of Domesday England Artificial? The Case of Essex, in: The Economic History Review, New series, Vol. 38, No. 3, [agosto 1985], pp. 352–72
- Snooks, Graeme D. and McDonald, John (1986). Domesday Economy: A New Approach to Anglo-Norman History. Oxford: Clarendon Press, ISBN 0-19-828524-8
- Hamshere, J. D. (1987). Regressing Domesday Book: Tax Assessments of Domesday England, in: The Economic History Review, New series, Vol. 40, No. 2. [maggio 1987], pp. 247–51
- Leaver, R. A. (1988). "Five Hides in Ten Counties: a Contribution to the Domesday Regression Debate", in: The Economic History Review, New series, Vol. 41, No. 4, [novembre 1988], pp. 525–42
- Bridbury, A. R. (1990). "Domesday Book: a Re-interpretation", in: English Historical Review, Vol. 105, No. 415. [aprile 1990], pp. 284–309